# Dampaan
Dampaan is een bestuurslaag in het regentschap Gresik van de provincie Oost-Java, Indonesië. Dampaan telt 1322 inwoners (volkstelling 2010).